# Эстонская кухня

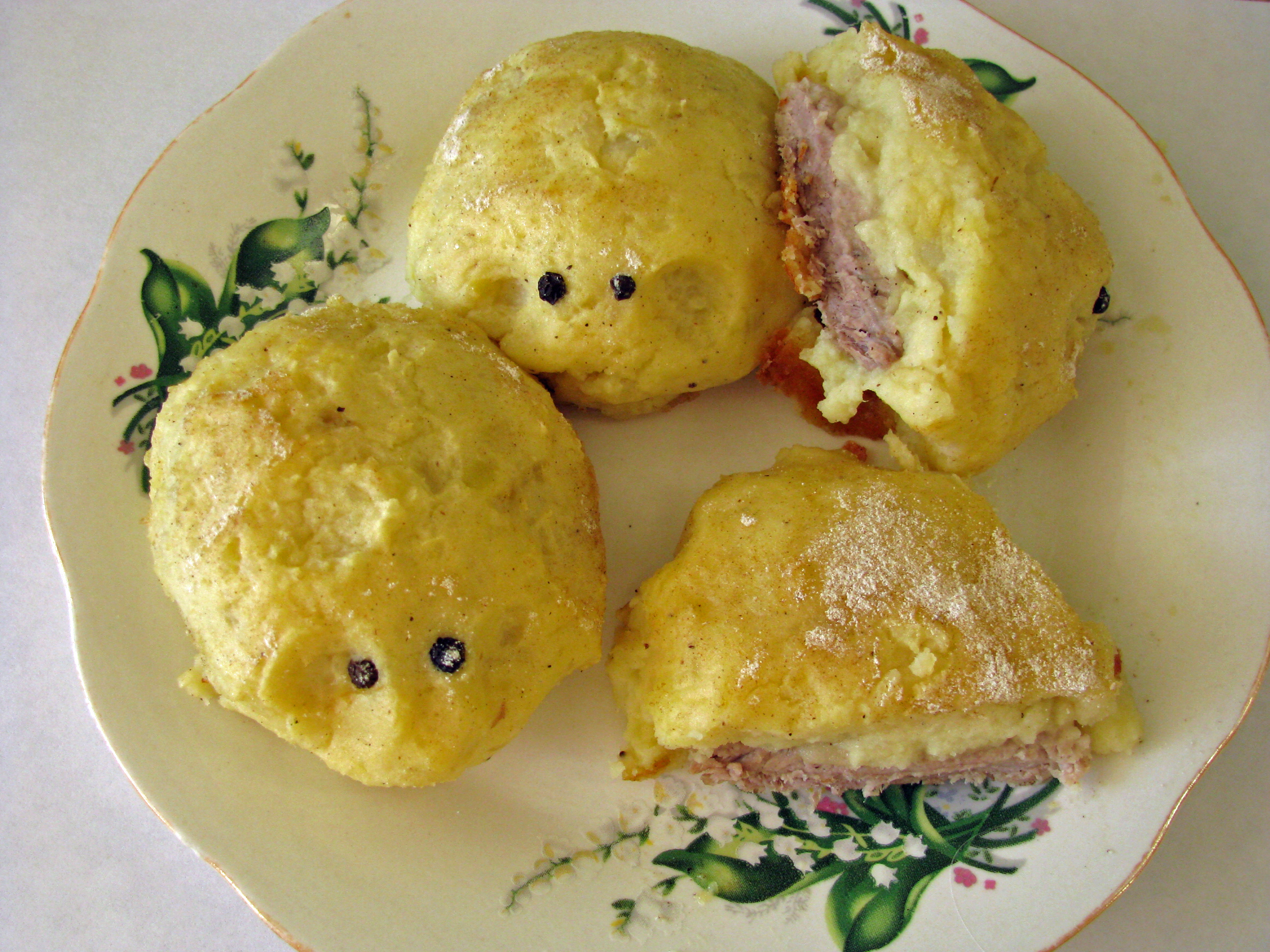
Картулипорсс

Эстонская кухня (эст. Eesti köök) — традиции приготовления пищи и национальные блюда эстонцев. Под национальными блюдами часто подразумевают, в первую очередь, типичные блюда крестьянской кухни до середины XIX века. Однако и в более поздние времена некоторые блюда стали традиционными и широко распространёнными; кухни других народов приспосабливались к местным традициям.

## История

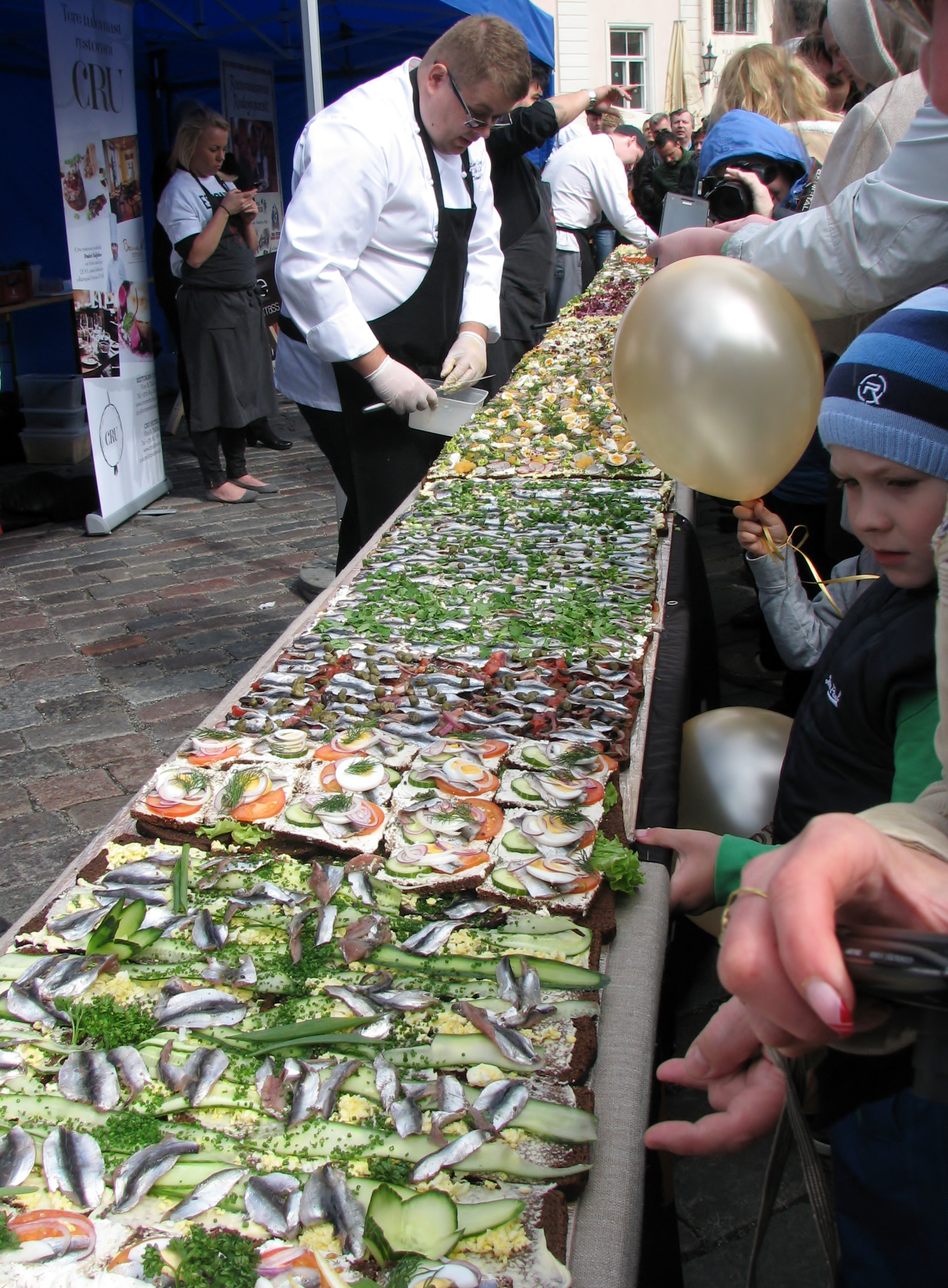
Бутерброд с килькой длиной 20 метров на Ратушной площади в День Таллина

Сильное влияние на эстонскую кухню в разные времена оказали немецкая, шведская и русская кухни. В сравнении с латышской и литовской, эстонская кухня более «морская».

Писатель и гурман Карл Мартин Синиярв: 
можно сказать, что эстонская кухня — это то, что готовят эстонцы в Эстонии /…/. И пусть блюдо носит русское название „солянка“ или немецкое «Sauerkraut» — в Эстонии их готовят на эстонский манер, и вкус у них совершенно иной. Такие простые вещи, как картофельный салат или блины, тоже имеют свои нюансы в разных кулинарных культурах, вот и в Эстонии у них эстонский вкус. Возможно, кто-то считает, что смешивать майонез и сметану — кулинарное преступление, но в этой стране картофельный салат иначе приготовить нельзя.
Пищевое сырьё, технология и композиционные приёмы эстонской кухни довольно просты, вкус натуральный. Из сырья самыми характерными являются картофель, рыба (особенно салака), свинина и мясные субпродукты, молоко, сметана, капуста, горох, крупа и чёрный хлеб. Еда простая и питательная, порой жирная. В традиционной эстонской кухне продукты преимущественно варятся в жидкой среде, обжаривание применяется редко. Эстонская кухня мало использует приправы и пряности. Кроме соли и лука традиционно употреблялись укроп, петрушка и тмин; майоран в кровяные колбасы, лавровый лист и душистый перец в холодец. Своеобразие вкуса достигается в результате необычных сочетаний пищевого сырья (рыба со свиным салом, горох с молоком). Общий вкус и аромат эстонской кухни — натуральный, слегка кисловатый, молочный.
До XIX века эстонская кухня не отличалась разнообразием. Ржаной хлеб являлся основным продуктом питания. Само слово «хлеб» (эст. leib) на эстонском обозначает и пищу и пропитание вообще. С хлебом были связаны различные приметы. Круглый год, наряду с хлебом, основной пищей эстонцев была солёная салака. Пили квас или простоквашу, к праздникам варили пиво. До наших дней популярна кама (эст. kama) — комбинированное толокно из муки, смолотой из предварительно обжаренных семян ржи, овса, ячменя и гороха, которое смешивалось со свежим молоком или простоквашей. В некоторых регионах ели овсяный кисель с холодным молоком или с маслом.
Крестьянин летом уходил на поле во время восхода и первый раз ел в 8—9 часов утра. Днём обедали в поле, ели хлеб и солёную салаку. Главной едой дня был ужин в 8—9 часов вечера и к ужину собирались все жители крестьянского дома. На ужин готовили гороховый или бобовый суп, в среду и в субботу кашу из крупы или муки. Только после отмены крепостного права, когда поля стали располагаться вблизи дома, появилась возможность готовить горячую пищу и днём, главной едой стал не ужин, а обед.

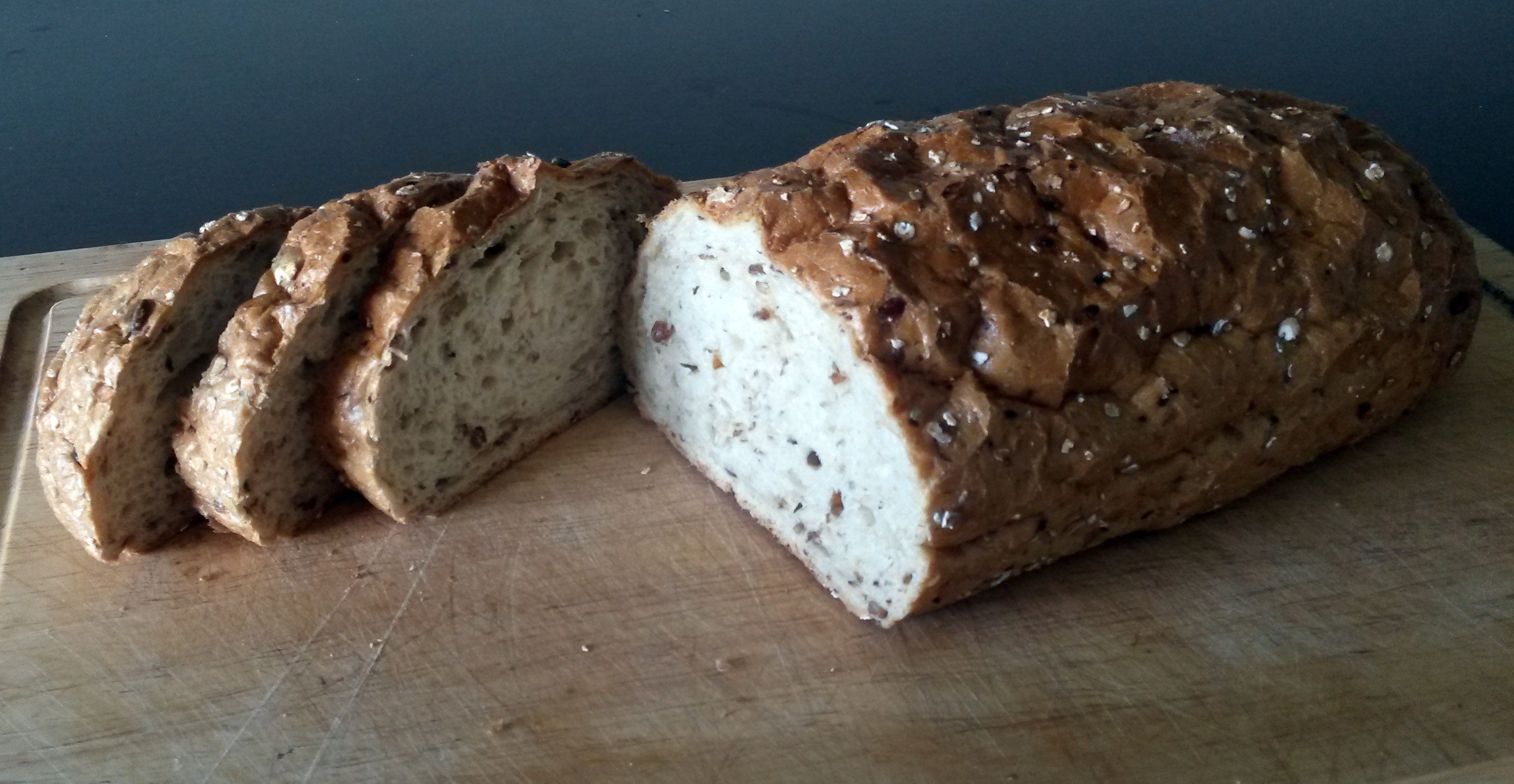
Сепик — эстонский хлеб из цельнозерновой муки

Разнообразие в рацион эстонцев вносили праздничные и обрядовые блюда. К празднику на столе появлялся серый хлеб сепик (эст. sepik).
На Рождество и к Новому году делали колбасы, изначально с начинкой из круп, позднее с добавлением крови. Считалось, что эта колбаса — кишки, наполненные крупой — приносит в дом счастье и довольство. В день свадьбы, но и в другие праздники, обязательно подавали холодец (эст. sült). На смотрины новорождённого приносили ячменную кашу или оладьи из ячменной муки.
С середины XIX века, когда эстонцам стал известен картофель, он вытеснил многие блюда и занял второе место после хлеба. Во второй половине XIX века благодаря развитию экономики и торговли значительно расширился выбор сырья и разнообразились технологии приготовления пищи. Важным периодом развития эстонской кухни было начало XX века до 1930-х годов, когда в связи с экономическим развитием, расширением международных связей, появлением женских журналов и курсов гастрономии стало формироваться новое, немного более изысканное и разнообразное слоение эстонской кухни. На праздничном столе наряду с традиционным холодцом появились паштет и разные салаты. Дома стали готовить разные консервы.

## Современность
В советский период эстонская кухня через государственную систему общественного питания подвергалась влияниям русской, кавказской и даже среднеазиатской кухни.
После восстановления независимости международные контакты страны стали расширяться и традиционная кухня стала терять популярность. Но, например, на Рождество эстонцы и по сей день ставят на стол холодец, кровяную колбасу с соусом из брусники и жаркое из свинины с квашеной капустой, выпекают традиционное рождественское печенье пипаркоок. К Масленице (эст. vastlapäev) выпекают сладкие булочки со взбитыми сливками вастлакуклид (эст. vastlakukkel или vastlakuklid ). А вечером в Иванов день (эст. jaanipäev, отмечается 24 июня), воздух над Эстонией наполняется ароматом шашлыка и гриль-колбаски.
Сегодня в традиционный эстонский «холодный стол» (эст. külmlaud) обычно входит маринованная сельдь со сметаной, холодец, взбитый паштет из печени, картофельный салат, салат росолье (эст. rosolje), маринованные огурцы и тыква, рулетики из ветчины с начинкой, фрикадельки под майонезом и фаршированные яйца. Такое праздничное меню до сих пор предпочитают особенно в сельской местности.
Особое место в эстонской кухне занимают молочные продукты. Молоко, простокваша, йогурт, творог и домашний сыр входят в повседневный рацион питания. Типичный завтрак — каша, омлет или бутерброды, в последнее время также мюсли с йогуртом. Довольно много пьют кофе, предпочитая сорта светлой жарки скандинавского типа.
Супы — достаточно распространённое блюдо. Наиболее распространены картофельные, капустные и гороховые супы. Мясо отваривается обычно одним куском, остальная часть состоит из картофеля, капусты или гороха, моркови, перловой крупы или макаронных изделий. В гороховый и бобовый суп добавляют копчёную свинину.

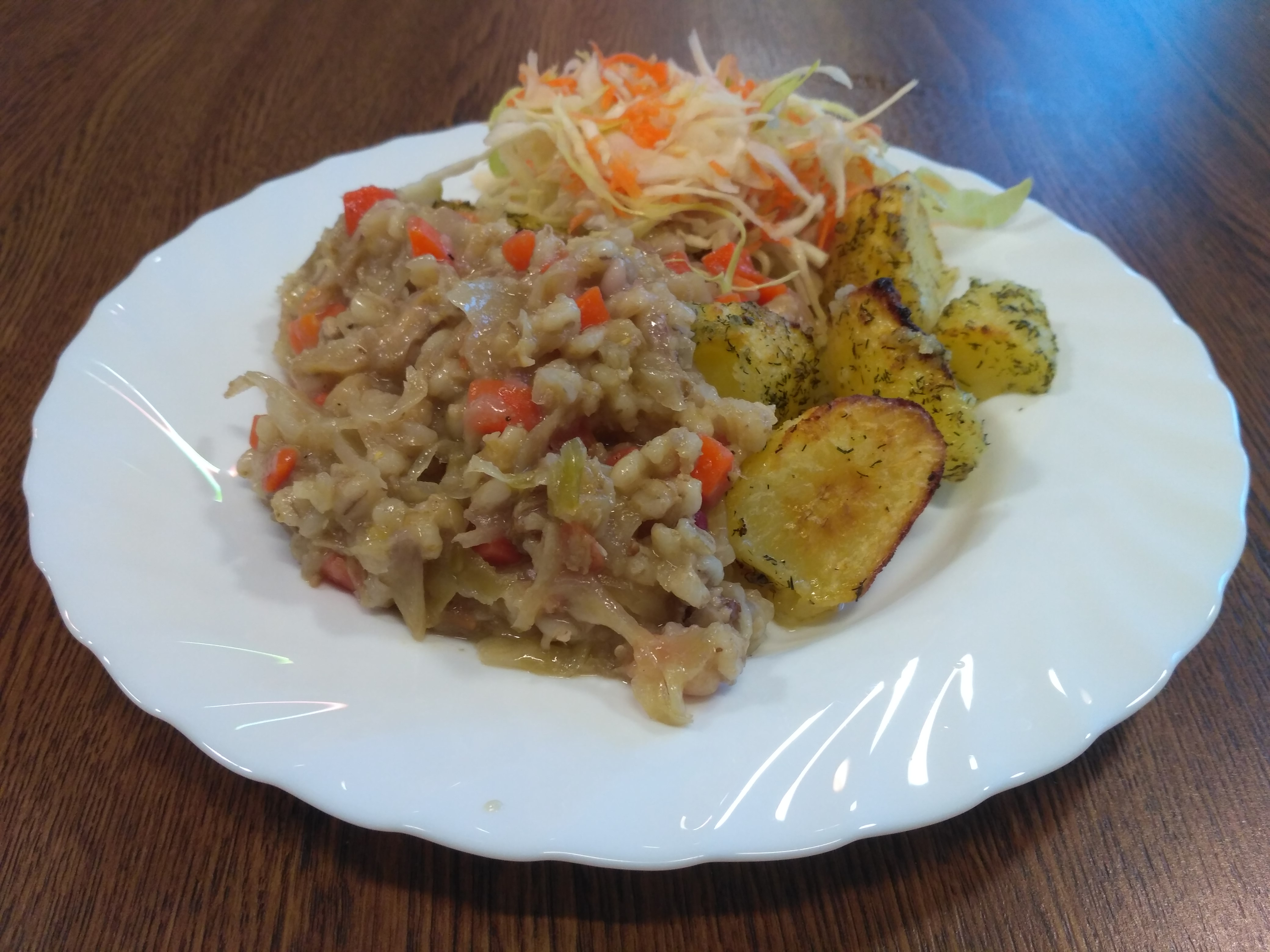
Мульгикапсад — эстонское (мульгийское) национальное блюдо

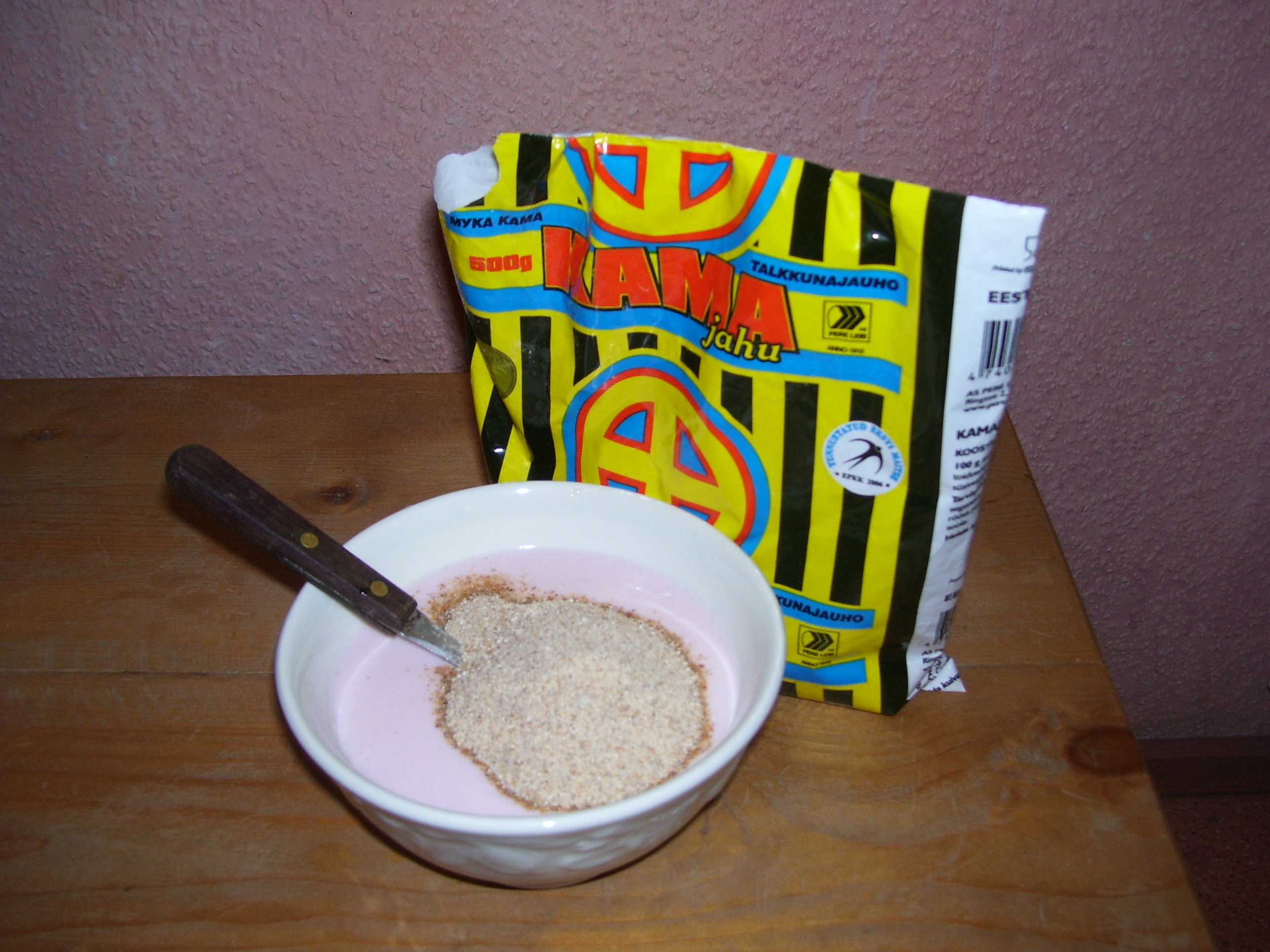
Одно из традиционных эстонских блюд основано на муке «кама»

Характерными для эстонской кухни являются смешанные крупяные, овоще-крупяные и овощные каши, например, каша из перловки и картофеля мульгипудер (эст. mulgipuder). В качестве основного блюда иногда может являться каша из картофеля или отварной картофель с густым соусом из жира, муки, бульона или сливок и кусочек мяса, мясного фарша или колбасы. Популярное блюдо мульгикапсад (эст. mulgikapsad) — квашеная капуста, приготовленная со свининой и перловой крупой.
Из овощей на первом месте по употреблению стоит картофель, на втором — капуста и горох, затем морковь и брюква. Свёкла используется редко, главным образом в свекольном салате и в салате росолье. С начала 1990-x годов употребление картофеля стало снижаться, больше стали есть рис и макаронные изделия. Повышается популярность разных полуфабрикатов.
Больше других видов рыб в эстонской кухне употребляются салака и килька. Эту рыбу жарят и делают из неё запеканки, заливая яично-молочной смесью и пересыпая мелко нарезанным укропом. «Таллинские кильки» (эст. Tallinna kilud) пряного посола пользуются большой популярностью. В приморских частях Эстонии используют камбалу, во внутренних районах рыбные блюда приготовляют из щуки и леща, у Чудского озера из снетков и ряпушки. Горячему копчению подвергают в основном салаку, леща, угря.
В мясных вторых блюдах преобладает нежирная свинина. Эстонская кухня использует метод медленного отваривания больших кусков мяса (эст. ahjuliha) в толстостенной посуде либо в духовке, либо в печи на углях. Оно используется для вторых блюд обычно с отварным картофелем. Из печени готовят вторые блюда, отваривая её в сметанно-сливочном соусе. К мясным блюдам относится также популярный холодец из свиной головы и ножек, который подаётся с отварным картофелем или с хлебом.
В ассортимент традиционных сладких блюд входят хлебный суп, густой кисель со взбитыми сливками или молоком, взбитый манный мусс из фруктового сока, творожный крем с вареньем, яблочная запеканка, буберт, а также блины с вареньем и разные пирожные.